# Rentweinsdorf

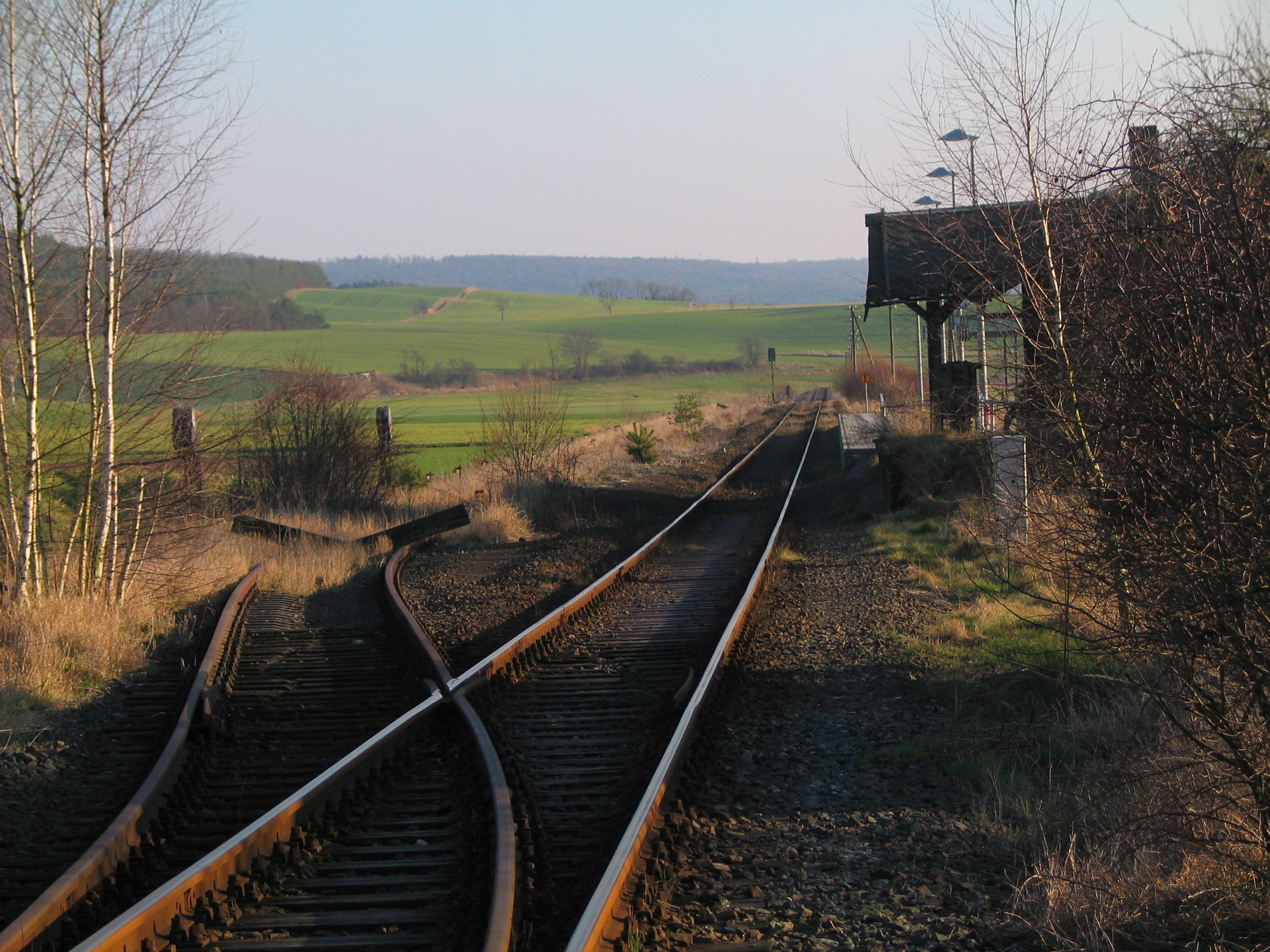
Pozostałości po stacji rozjazdowej

Rentweinsdorf – gmina targowa w Niemczech, w kraju związkowym Bawaria, w rejencji Dolna Frankonia, w regionie Main-Rhön, w powiecie Haßberge, wchodzi w skład wspólnoty administracyjnej Ebern. Leży w Haßberge, około 21 km na północny wschód od Haßfurtu, nad rzeką Baunach, przy drodze B279 i linii kolejowej Maroldsweisach – Bamberg.

## Dzielnice
W skład gminy wchodzą następujące dzielnice: Losbergsgereuth, Rentweinsdorf, Rentweinsdorfer Hauptwald, Salmsdorf, Sendelbach i Treinfeld.

## Demografia
| Rok  | Liczba mieszk. |
| 1970 | 1338           |
| 1987 | 1361           |
| 2000 | 1524           |
| 2005 | 1611           |

## Polityka
Wójtem jest Willy Sendelbeck z SPD. Rada gminy składa się z 13 członków:
|      | CSU | SPD | Ponadpartyjna Wspólnota Wyborców | Razem     |
| 2002 | 4   | 5   | 4                                | 13 miejsc |

## Oświata
(na 1999)

W gminie znajduje się 75 miejsc przedszkolnych (z 72 dziećmi) oraz szkoła podstawowa (około 100  uczniów).